# Bock (Gerät)

Bock

Ein Bock oder Schragen ist ein robuster Gegenstand, der benutzt wird, um etwas auf stabile Weise zu erhöhen (aufbocken) beziehungsweise um einen stabilen Abstand zu einem Untergrund oder Bauteil zu schaffen. Bock oder Gais ist außerdem ein altes Wort für stationäre Werkzeuge.
Der Schragen als einfachste Bauform eines Bocks besteht aus einem oder mehreren standfähig gemachten Kreuzen in X-Form (in der Schragenstellung wie beim Andreaskreuz). Bock ist ein Obergriff auch für A-Formen von Stützkonstruktionen. Böcke können je nach Einsatzgebiet zusammenklappbar (wie die Bockleiter) oder fahrbar sein. Typisch ist eine Höhe von etwas unter einem Meter. Gebräuchliche Materialien für Böcke sind Holz und Metalle.
Böcke werden in den unterschiedlichsten Bereichen eingesetzt: Als Bockständer präsentieren sie Plakate. Als Stütze oder Sitzgelegenheit kommen sie im Handwerk und im Bauwesen zum Einsatz. In Bäckereien werden auf meist fahrbaren Schragen Backbleche mit Gebäck oder Teiglingen abgelegt. Spezielle Böcke werden als Transportsicherung und für die Lagerung zum Beispiel von Booten verwendet.

## Bauformen

### Sägebock

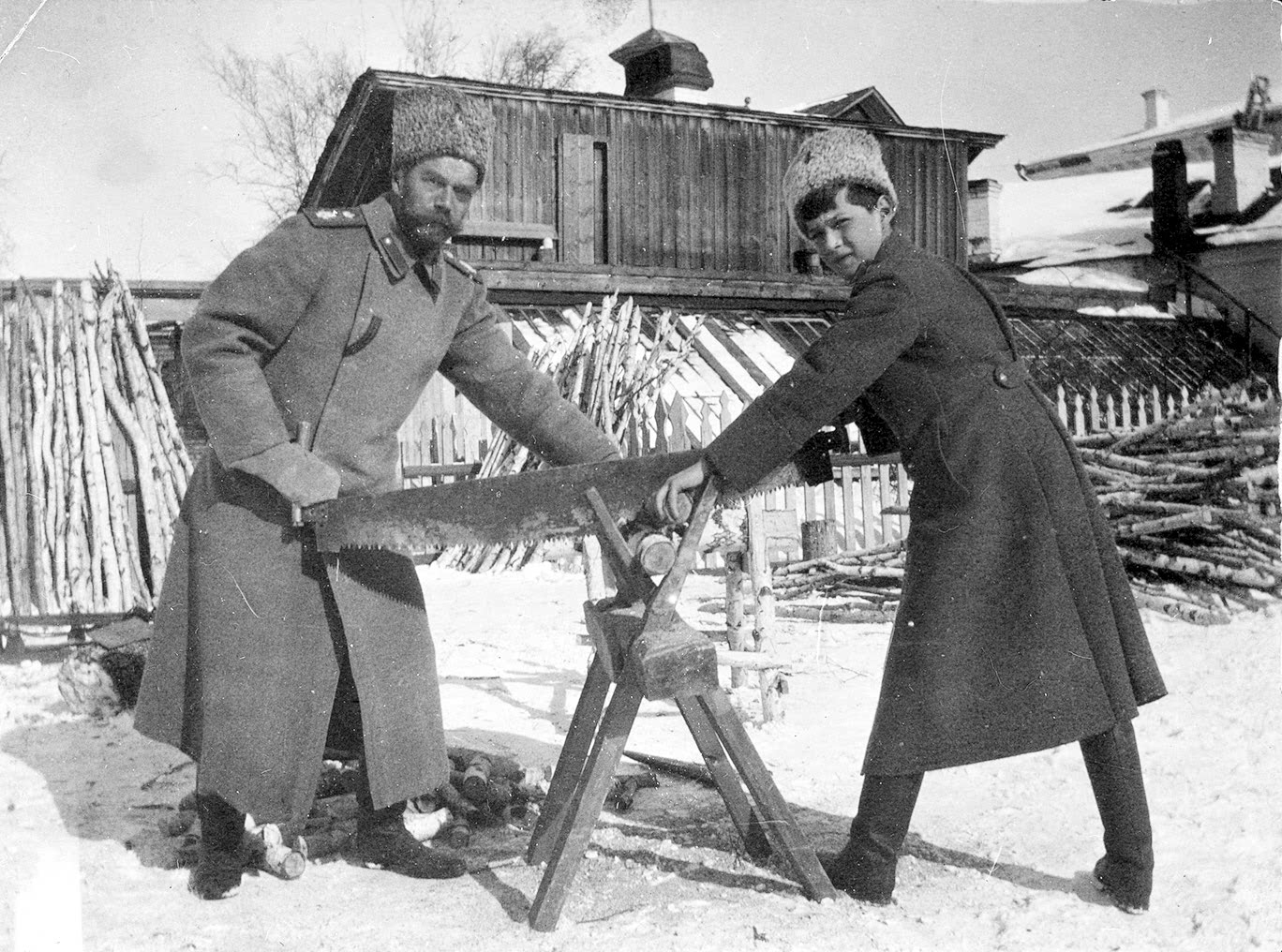
Gebrauch des Sägebocks

Als Sägebock bezeichnet man einen Schragen, der zur Ruhigstellung des Sägegutes dient. Er besteht aus zwei mit einem waagrechten Holz verbundenen Kreuzen.

### Stützbock
Der Stützbock oder Unterstellbock ist zum punktuellen Abtragen von Lasten gedacht. Er besteht aus einer senkrechten, in der Höhe verstellbaren Stange auf einer drei- oder vierfüßigen Stützkonstruktion.

### Zimmererbock

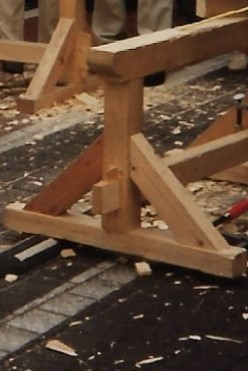
Zimmererbock mit senkrechtem Pfosten und Fußbänder.

Ein Zimmererbock ist ein Auflager zum Bearbeiten von langen Bauteilen im Abbund. Er ist meist aus Holz und hat entweder senkrechte abgestrebte Pfosten oder ausgestellte Beine.

### Fachwerksteil
Als Teil eines Fachwerks (etwa als Gitterrahmen oder Gerüstteil) kommen Böcke in der verallgemeinerten Form „Knoten über Dreieck“ vor. So spricht man etwa von einer Bockwindmühle, einer Bockbrücke, einem Bockkran oder einem Dammbaubock. Konstruktionen dieser Art verbinden eine hohe, auf die Erfordernisse berechenbare Tragfähigkeit mit geringem Eigengewicht.

### Lagerbock

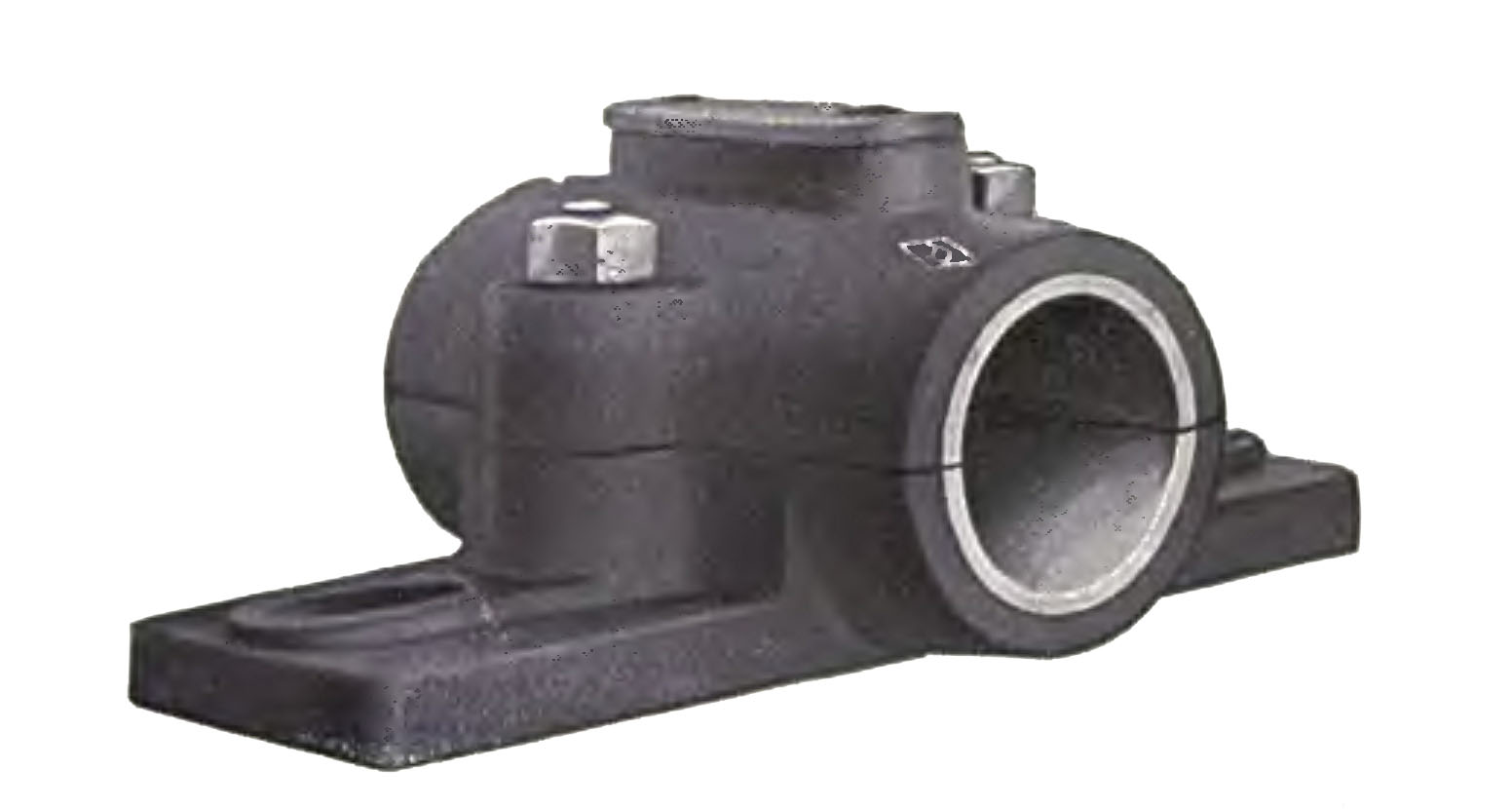
Lagerbock mit Gleitlager

Als Lagerbock wird ein Maschinenelement bezeichnet, das ein Gleitlager oder Wälzlager in einer bestimmten Position festhält, damit sich eine Welle darin nur wie vorgesehen bewegen kann (wie zum Beispiel bei einer Bockrolle). – Als weitere Wortbedeutung kann es sich um einen zum Lagern dienenden Stützbock handeln.

## Funktionsmöbel

### Bock und Gais
Geräte mit drei oder vier stabilen Füßen in der Größe einer Ziege, auf denen man sitzend arbeiten kann, nennt man (in Analogie zur Standfestigkeit eines „sturen Bocks“) Bock oder Gais. Historische Beispiele sind der Schindelbock zum Verfertigen von Holzschindeln oder die Dengelgaiß zum Dengeln der Sense, auf denen Werkzeuge montiert sind, die durch das Gewicht der sitzenden Person stabilisiert werden.

### Feuerbock
Der Feuerbock dient zur Belüftung von Brennholz. Er ist seit der Eisenzeit bekannt.

### Schragentisch

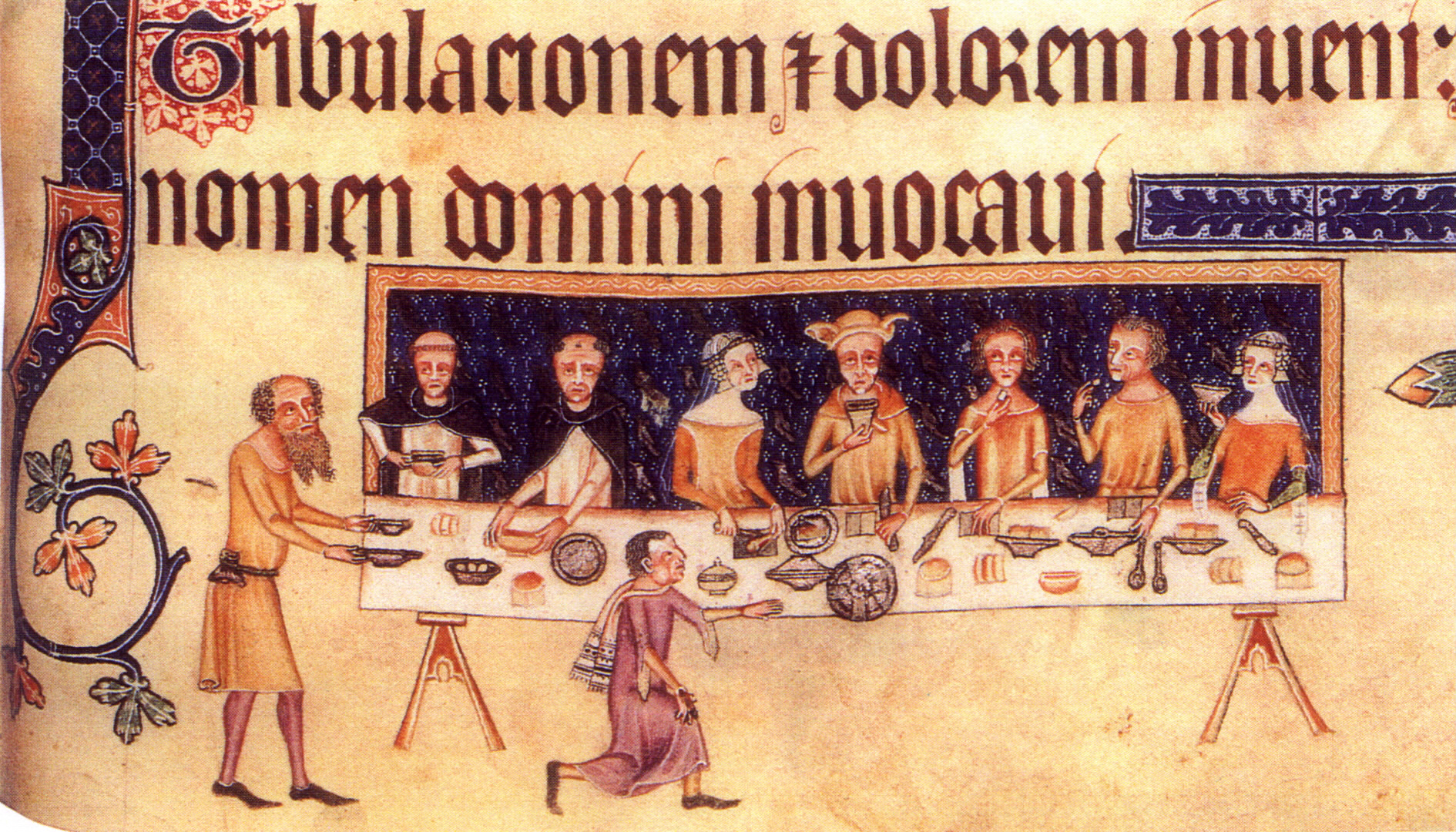
Bankett auf Schragentisch im 14. Jahrhundert

Ein Schragen kann mit Holztafeln belegt und als Tisch oder als mobile Werkbank genutzt werden. Es sind einfache, provisorische Möbel, die schon früh in der Geschichte auftauchen. Auch Schemel in dieser Form waren verbreitet.

### Sprungbock
Als Turngeräte dienen Böcke, die gepolstert und mit Leder überzogen sind.

### Spanischer Bock
Als absichtlich unbequemes Sitzgerät zu Straf- und Folterzwecken ist der Spanische Bock bzw. Strafesel konzipiert.